# مسافر (آلبوم جیپسی کینگز)
| بررسی انتقادی                     | بررسی انتقادی |
| منبع                              | رتبه‌بندی      |
| --------------------------------- | ------------- |
| آل‌میوزیک                          | [ ۱ ]         |
| The Encyclopedia of Popular Music | [ ۲ ]         |

مسافر (اسپانیایی: Pasajero‎) دوازدهمین آلبوم استودیویی گروه موسیقی جیپسی کینگز است که در سال ۲۰۰۶ منتشر شد و یکسال بعد در ۲۳ ژانویهٔ ۲۰۰۷ در ایالات متحده آمریکا به بازار عرضه شد که عیناً مشابه نسخهٔ بین‌المللی آن بود.

## فهرست آهنگ‌ها و ترانه‌ها
| شماره | نام                        | مدت  |
| ----- | -------------------------- | ---- |
| ۱.    | «اگر مرا دوست داری»        | ۳:۱۱ |
| ۲.    | «شهرها»                    | ۲:۵۸ |
| ۳.    | «دختره رو ببین»            | ۲:۵۱ |
| ۴.    | «قهوه‌خانه»                 | ۳:۲۲ |
| ۵.    | «چان چان»                  | ۲:۴۶ |
| ۶.    | «سبد» (بی‌کلام)             | ۳:۵۷ |
| ۷.    | «عشق من کجایی؟»            | ۳:۳۷ |
| ۸.    | «عشق»                      | ۳:۲۶ |
| ۹.    | «تونگا»                    | ۳:۲۸ |
| ۱۰.   | «ماه و خورشید»             | ۳:۲۴ |
| ۱۱.   | «گوارانگا» (بی‌کلام)        | ۳:۱۷ |
| ۱۲.   | «مسافر»                    | ۳:۰۵ |
| ۱۳.   | «خاطرات زوکرادوس» (بی‌کلام) | ۳:۰۴ |
| ۱۴.   | «زندگی کولی»               | ۳:۴۰ |